# Staré Splavy
Staré Splavy (vertaald: Oude Splavy; Duits: Thammühl) maakt deel uit van de Tsjechische stad Doksy, en is de belangrijkste badplaats aan de noordwestkust van het meer van Macha (Máchovo jezero).

## Sport
In Staré Splavy werd in de periode 1994–2007 jaarlijks in juni een internationaal vrouwentennistoernooi op gravel gehouden onder auspiciën van de ITF. Na een onderbreking van een jaar of tien wordt het toernooi sinds 2017 weer georganiseerd.

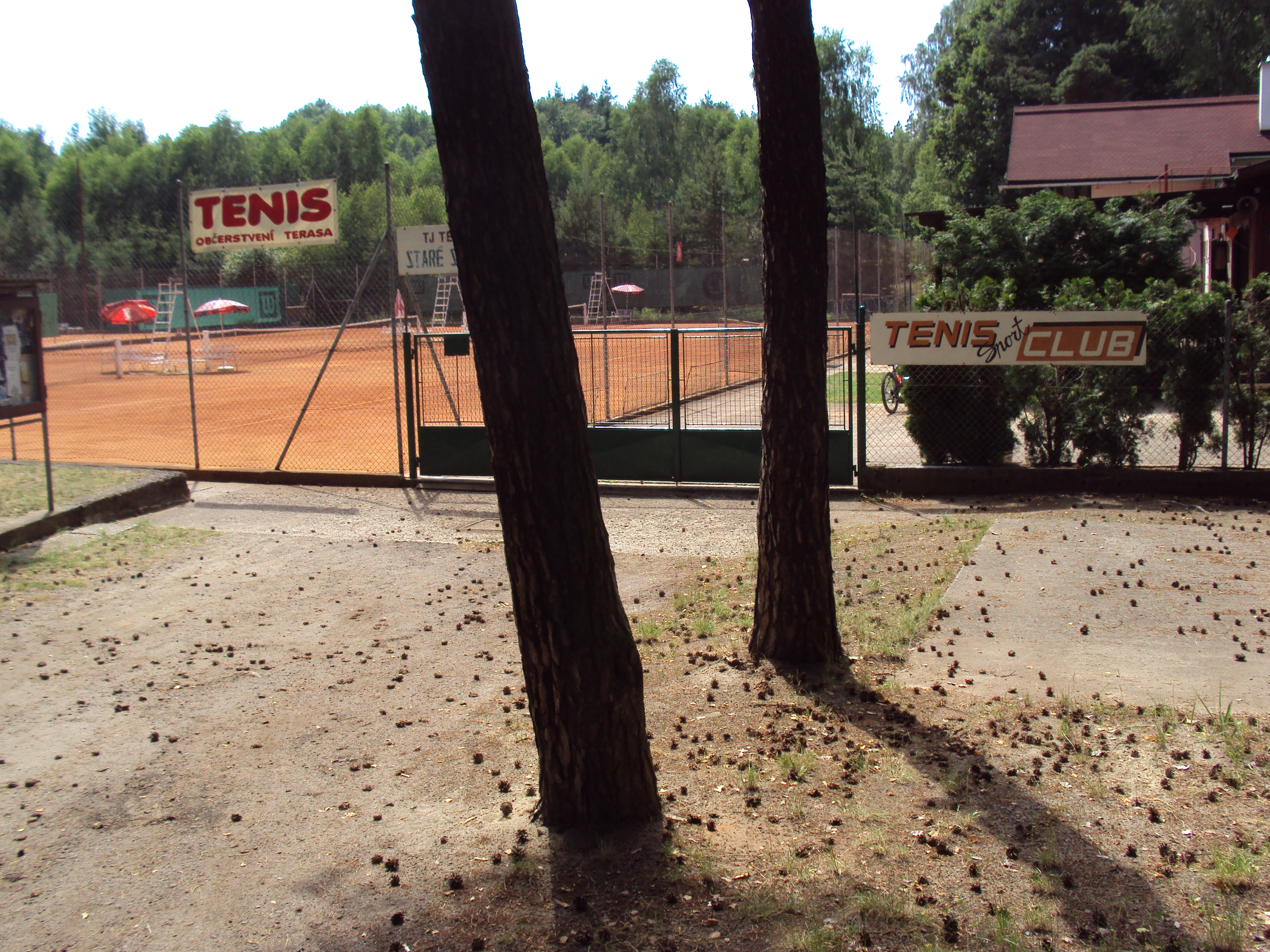
Tennisbanen van Staré Splavy